# 2،2-ثنائي ميثيل البوتان
2,2-ثنائي ميثيل البوتان هو مركب عضوي من الهيدروكربونات صيغته الكيميائية C6H14 وهو أحد مصاواغات الهكسان.

## التحضير
يمكن تحضير المركب من إجراء عملية مصاوغة لمركب 3،2-ثنائي ميثيل البوتان بوجود حفاز حمضي.

## الخواص
يوجد المركب في الشروط القياسية على شكل سائل عديم اللون قابل للاشتعال.

## الاستخدامات
يمزج المركب مع إضافات أخرى لرفع عدد الأوكتان للوقود.